# 別爾久日耶區

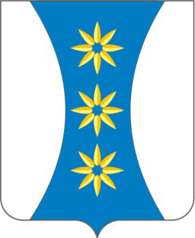
別爾久日耶區的區徽

55°48′15″N 68°18′00″E / 55.80417°N 68.30000°E
別爾久日耶區（俄语：Бердюжский район），是俄羅斯的一個區，位於該國南部，由秋明州負責管轄，面積2,800平方公里，2010年該區人口11,490，人口密度每平方公里4.1人。